# خلافت (مجموعه تلویزیونی)
خلافت (به انگلیسی: Caliphate) یک مجموعه تلویزیونی سوئدی در ژانر درام، مهیج و دلهره‌آور ساخته ویلهم بیرمان است.این مجموعه تلویزیونی ۱۲ ژانویه ۲۰۲۰ از تلویزیون اس‌وی‌تی سوئد پخش شد. پخش جهانی آن توسط نتفلیکس در تاریخ ۱۸ مارس ۲۰۲۰ صورت گرفت.

## چکیدهٔ داستان
داستان این مجموعه بر اساس گزارش فاطیما، مأمور سرویس امنیتی سوئد شکل گرفته‌است. او متوجه می‌شود که یک حملهٔ تروریستی در سوئد در حال برنامه‌ریزی است.
بخواهیم دقیق‌تر بگوییم این فیلم چندین قصه دارد.
در ابتدا داستان اصلی فیلم دربارهٔ زنی مسلمان و اصلیت سوئدی است به نام پروین. او همراه با شوهرش که او هم سوئدی است هر دو در خلافت اسلامی داعش زندگی می‌کنند. در این فیلم گیزم ارداگن نقش پروین را بازی میکند. او به‌خاطر شرایط بد و بعد از اینکه می‌بیند فریب داعش و وعده‌های دروغین را خورده است، خودش را به آب و آتیش می‌زند تا هر طور شده به کشورش برگردد که در این راه مجبور است دوست شوهرش را به هر قیمتی از سر راه بردارد و کلی مصیبت را تحمل کند.
داستان دوم فیلم در کشور سوئد شکل می‌گیرد. جایی که آلیت اوپهایم نقش دختری را به نام فاطمه بازی را می‌کند که یک کارمند در ادارهٔ امنیت سوئد و افسر اطلاعاتی در شهر استکهلم است. فعالیت او و تیم او روی تیم‌های تروریستی است که فعالیت فاطیما روی داعش است. او در میان قصه مجبور می‌شود به تنهایی برای خروج پروین تلاش کند.
پردهٔ سوم دربارهٔ بازیگر سیاهپوست lancelot ncube است. او در فیلم هم به نام ایبراهیم حداد یا ایبی شناخته می‌شود هم نام دیگر او المسافر است. ابراهیم حداد در ظاهر به عنوان یک مربی در مدارس سوئد فعالیت می‌کند. اما در پشت قضایا در حال به انزوا بردن افکار جوانان و یارگیری برای داعش است. ایبی از طریق ارتباط گیری با دختران افسرده و متمایل به اسلام افراطی آن‌ها را برای داعش جذب می‌کند و در طول این مسیر برای انفجارهایی در سوئد هم برنامه می‌چیند.